# David Schultz
David Schultz (Contea di Madison, Tennessee, 1º giugno 1955) è un ex wrestler e cacciatore di taglie statunitense.
Anche se durante la fine degli anni settanta e l'inizio degli ottanta lottò in federazioni importanti come Stampede Wrestling, National Wrestling Alliance e American Wrestling Association, è soprattutto conosciuto per il breve periodo trascorso nella World Wrestling Federation nel 1984, dove aggredì fisicamente in diretta televisiva il giornalista John Stossel, che gli aveva chiesto se il wrestling fosse reale o meno. Una volta ritiratosi dall'attività di wrestler, ha intrapreso la professione di cacciatore di taglie a livello internazionale, collaborando anche con FBI e DEA.
È omonimo del lottatore David Schultz.

## Carriera

### Inizi
Allenato dal veterano Herb Welch, Schultz iniziò l'attività di wrestler nella NWA Mid-America nella seconda metà degli anni settanta. Nel maggio 1976, in coppia con Roger Kirby sconfisse Bill Dundee e Big Bad John per il titolo NWA Mid-America Tag Team Championship. Avrebbe poi lottato in coppia anche con Bill Ash vincendo l'NWA Mid-America Tag Team Championship prima di perderlo contro George Gulas & Gorgeous George Jr. più avanti quello stesso anno.
Mentre si trovava nell'area delle province marittime, sconfisse Terry Sawyer conquistando il Canadian Heavyweight Championship il 9 agosto 1977. Ebbe un feud per il titolo con Sawyer, perdendolo contro di lui e poi riconquistandolo il 13 agosto, per poi rimanere campione fino al ritiro della cintura.
Anche se nel 1978 perdette con Bob Armstrong in un match per l'NWA Southeastern Heavyweight Championship, in seguito vinse il titolo sconfiggendo Ron Slinker nel 1979. In coppia con Dennis Condrey, vinse l'NWA Southeast Tag Team Championship battendo Dick Slater & Paul Orndorff nel novembre 1979. Il duo difese le cinture per svariati mesi prima di cederle a Mike Stallings & The Matador nel febbraio 1980.

### Province marittime e Canada
Ritornando nelle province marittime, lottò con il ring name David von Schultz nella Atlantic Grand Prix Wrestling e il 26 giugno 1980 divenne il primo AGPW US Heavyweight Champion. Difese il titolo contro avversari come Leo Burke, Stephen Petitpas e The Great Malumba nel corso dell'estate, per poi perderlo mentre lui e Cuban Assassin erano nel mezzo di una rivalità con i campioni AGPW North American Tag Team Leo Burke e Stephen Petitpas.
Durante gli anni successivi, David cominciò a lottare in Canada nella Stampede Wrestling di Stu Hart come membro della fazione Foley's Army scontrandosi con Leo Burke e Mr. Hito nel 1981 e sfidando l'AWA World Champion Nick Bockwinkel in un match interpromozionale senza titolo in palio. Fece anche coppia con Wayne Ferris per breve tempo nel tag team "Memphis Mafia" prima che Ferris lo tradisse nella storyline dove era stato "comprato" dal manager J.R. Foley. I due avrebbero continuato a scontrarsi nel Canada occidentale fino a quando Schultz sconfisse Ferris in uno steel cage match a Vancouver, Columbia Britannica, nel 1983.

### World Wrestling Federation
Nel 1984, mentre Schultz lottava a Memphis, il promoter Vince McMahon lo notò con interesse dopo avere visto una sua intervista dove insultava con commenti denigratori Hulk Hogan durante la sua breve permanenza nell'area. Schultz, insieme a "Macho Man" Randy Savage e al fratello Lanny Poffo, sarebbe stato uno dei primi nomi importanti del wrestling regionale a firmare un contratto con la World Wrestling Federation di McMahon. In breve tempo, egli si rivelò essere uno dei maggiori "heel" della compagnia, insieme a Roddy Piper, Bob Orton Jr. e Paul Orndorff nel loro feud con "Superfly" Jimmy Snuka e successivamente, con Piper e Orndorff avrebbe sconfitto S.D. Jones, Rocky Johnson e Bobo Brazil in un 6-man tag team match al Capital Centre di Landover (Maryland). Il 17 giugno, Schultz affrontò il WWF World Heavyweight Champion Hulk Hogan a Minneapolis, Minnesota.

### Pestaggio di John Stossel

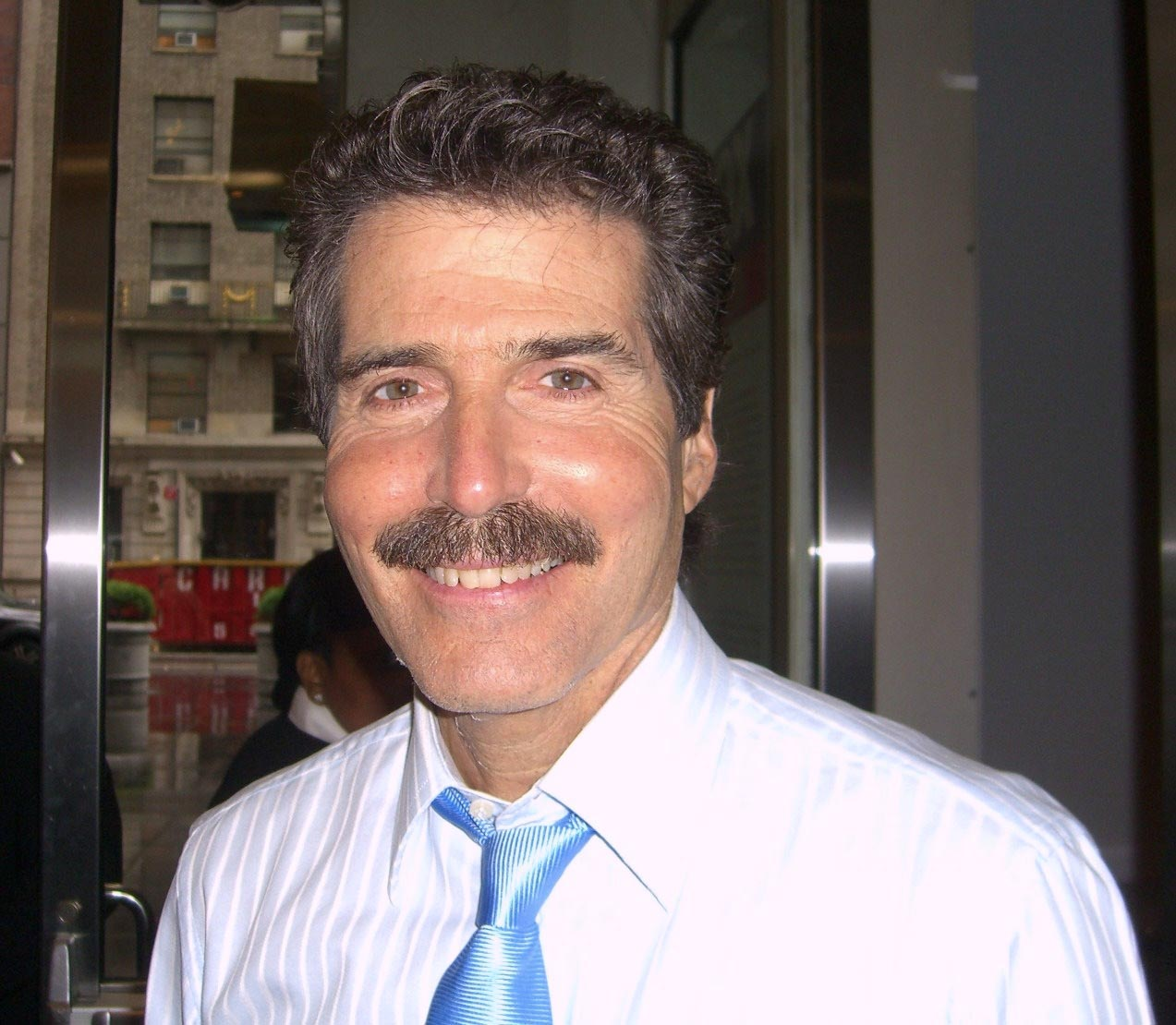
John Stossel nel 2010

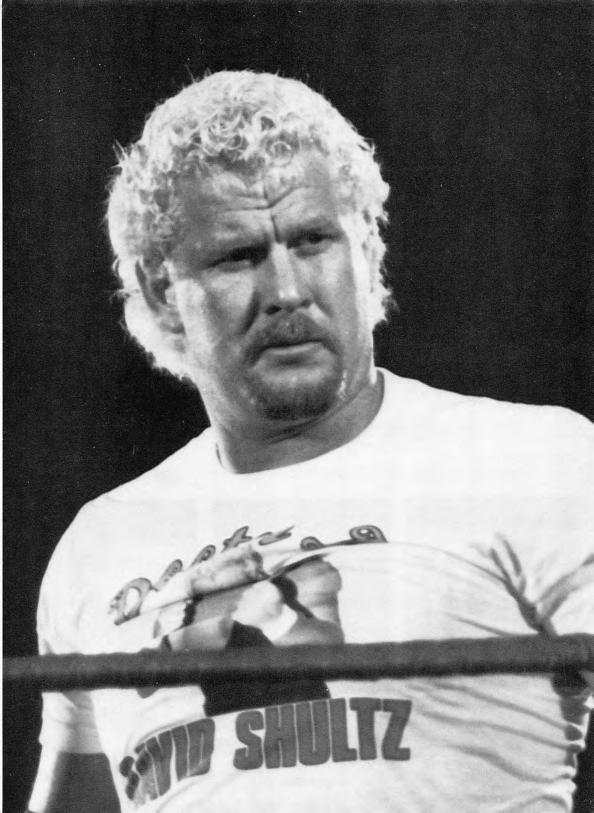
David Schultz nel 1988

Il 28 dicembre 1984, Schultz ebbe un celebre confronto nel backstage del Madison Square Garden con il giornalista John Stossel della trasmissione 20/20, che stava conducendo un'inchiesta sui segreti del mondo del wrestling. Durante un'intervista Stossel chiese a Schultz se il wrestling fosse solo una farsa e in risposta Schultz lo colpì violentemente alla testa per due volte, facendolo cadere a terra. L'aggressione, che ebbe ampia copertura mediatica, fu in seguito trasmessa dalla televisione nazionale, incluso il notiziario ABC News che disse di aver ricevuto oltre 1,000 telefonate dopo la messa in onda del filmato, da parte di telespettatori preoccupati per la salute di Stossel.
Marvin Kohn, vice commissario della New York State Athletic Commission assistette al pestaggio essendo presente nell'arena durante l'incidente e sospese immediatamente Schultz per le sue azioni. In seguito Kohn riportò la notizia che Schultz aveva scritto una lettera di scuse alla commissione, ammettendo di avere agito in maniera impropria: "Ammetto le accuse ... Voglio che la commissione sappia che non intendevo ferire il signor Stossel. Mi scuso con la commissione e con John Stossel".
Dopo l'incidente, Stossel disse di aver sofferto di dolori e ronzio alle orecchie per otto settimane. Il giornalista fece causa alla World Wrestling Federation, e ricevette un risarcimento di 425,000 dollari per i danni subiti. In seguito nel suo libro Myths, Lies, and Downright Stupidity, Stossel scrisse di essersi pentito di aver intentato causa alla WWF perché convinto che la vicenda giudiziaria abbia arrecato danni a centinaia di persone innocenti.
Anche se Schultz disse sempre che erano stati gli stessi dirigenti della World Wrestling Federation a dirgli di picchiare Stossel (nello specifico, egli insiste nell'affermare che fu Vince McMahon in persona a dirgli: «Colpiscilo, rompigli il culo, resta nel personaggio -- "Doctor D"...»), egli fu alla fine licenziato. Molti addetti ai lavori pensano che il licenziamento non avvenne per le sue azioni contro Stossel, ma piuttosto perché poco tempo dopo aveva sfidato a una rissa Mr. T nel backstage di uno show WWF al Madison Square Garden.

### Carriera successiva e ritiro
Schultz continuò a lottare ancora per qualche tempo dopo l'incidente con il reporter di 20/20, tornando a Memphis e combattendo in Giappone e Canada; ma ormai il "momento d'oro" della sua carriera era passato e poco tempo dopo, David decise di ritirarsi dal ring. Si trasferì in Connecticut, dove iniziò una nuova carriera come cacciatore di taglie. Catturò criminali persino in località remote come Egitto e Porto Rico, arrivando a totalizzare circa 1,700 arresti di fuggitivi e collaborando con Federal Bureau of Investigation (FBI), Drug Enforcement Administration (DEA) e vari dipartimenti di polizia, nei successivi quindici anni.
Nel mondo del wrestling, il nome di Schultz tornò brevemente a far notizia agli inizi degli anni novanta durante l'inchiesta sullo scandalo steroidi nel quale Vince McMahon venne accusato di distribuzione illegale di steroidi anabolizzanti. Sebbene Hulk Hogan venga considerato il principale testimone dell'accusa, Schultz fu uno degli ex wrestler WWF chiamato a deporre al processo a McMahon. Nel gennaio 2018 ha pubblicato la sua autobiografia intitolata Don't Call Me Fake. Un episodio della seconda stagione di Dark Side of the Ring è stato dedicato alla storia di David Schultz.

## Titoli e riconoscimenti
- Atlantic Grand Prix Wrestling
  - AGPW United States Heavyweight Championship (1)[17]
- Cauliflower Alley Club
  - Men's Wrestling Award (2019)[18]
- Eastern Sports Association
  - NWA Canadian Heavyweight Championship (Halifax version) (2)[19]
- Lutte Internationale
  - Canadian International Heavyweight Championship (1)[20]
- NWA Mid-America
  - NWA Southern Tag Team Championship (1) – con Dennis Condrey[21][22]
  - NWA Mid-America Tag Team Championship (1) – con Bill Ash[23]
  - NWA Six-Man Tag Team Championship (1) – con Great Togo e Tojo Yamamoto[24]
- Southeastern Championship Wrestling
  - NWA Southeastern Heavyweight Championship (Northern Division) (1)[25]
  - NWA Southeastern Heavyweight Championship (Southern Division) (1)[26]
  - NWA Southeastern Tag Team Championship (1) – con Dennis Condrey[27]
- Northeast Championship Wrestling
  - NCW Heavyweight Championship (1)[28]
- Stampede Wrestling
  - Stampede North American Heavyweight Championship (3)[29]
  - Stampede Wrestling Hall of Fame (Classe del 1995)[30][31]
- Universal Wrestling Alliance
  - UWA Heavyweight Championship (1)[32]